# Överallt
Överallt är en pop-låt och en singel av den svenske artisten Olle Ljungström från 1995.
Låten släpptes som singel 16 oktober 1995, som den andra singel som gavs ut i samband med hans tredje soloalbum, Tack (1995). Med på singeln fanns också låten "Lalala", som också fanns med på Tack-albumet. Låten "Överallt" blev även musikvideo.
Pugh Rogefeldt tolkade låten i tredje säsongen av TV-programmet Så mycket bättre år 2012.

## Låtlista
Låtarna är komponerade av Olle Ljungström och Heinz Liljedahl.
1. "Överallt" (3:00)
2. "Lalala" (3:27)